# Hamdorf
Hamdorf (dänisch Hammeltorp) ist eine Gemeinde im Kreis Rendsburg-Eckernförde in Schleswig-Holstein. Hamdorf-Weide, Scheidekoppel, Wittenbergen, Sandknöll, Stierrade und Kamp liegen im Gemeindegebiet.

## Geografie

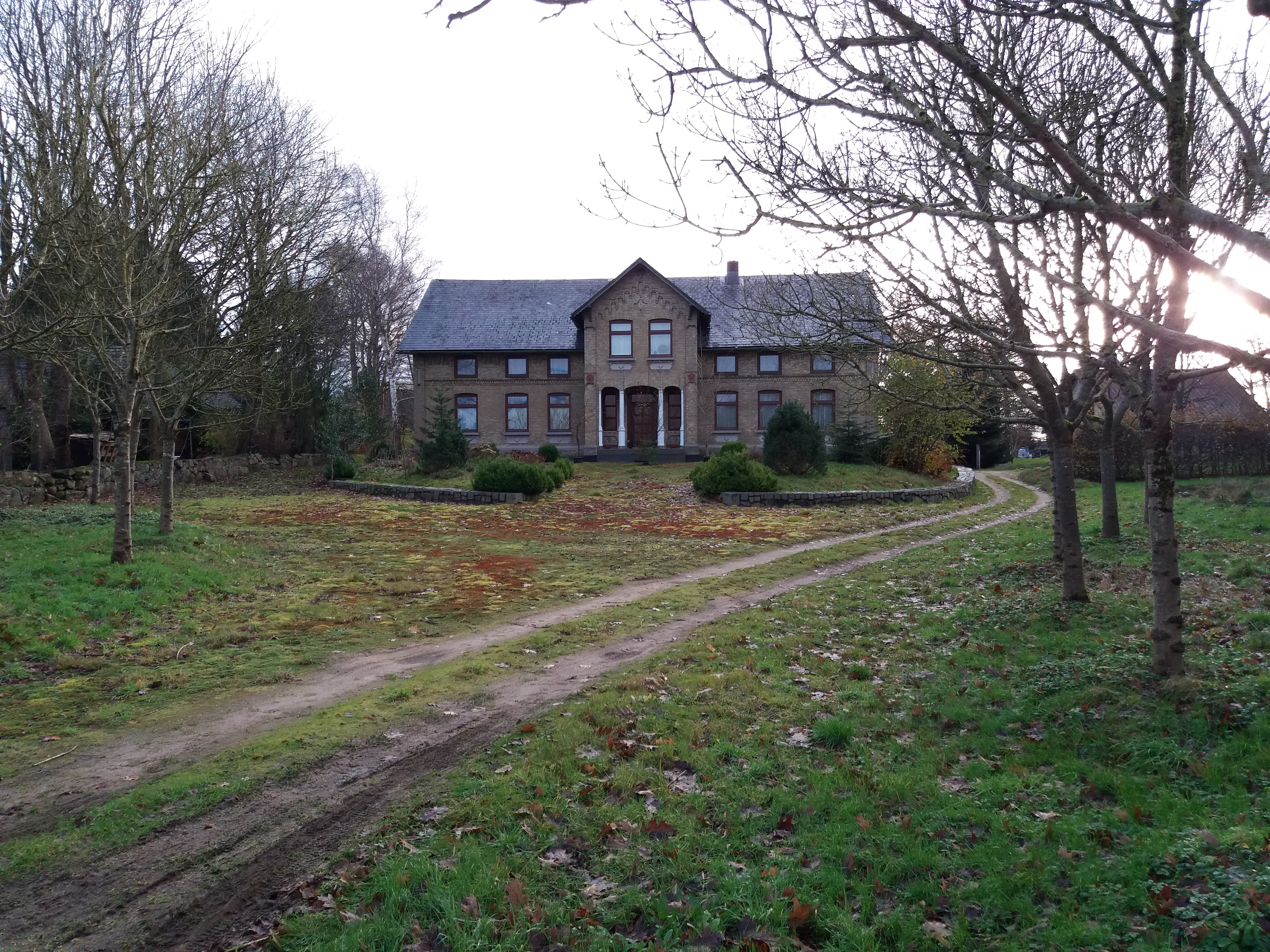
Wohngebäude in Hamdorf

Hamdorf liegt in der Geest nördlich der Eider, etwa 15 km südwestlich von Rendsburg. Der Ort ist umgeben von Wiesen und vereinzelten Moor- und Waldgebieten. Die Hauptverkehrsverbindung ist die Bundesstraße 203 in Richtung Rendsburg und Heide.

## Geschichte
Die Gegend um Hamdorf war schon in vorchristlicher Zeit besiedelt, wie Ausgrabungen und Grabfunde zeigen. Urkundlich erwähnt wird Hamdorf erstmals als „Hammathorp“ in einer Urkunde von 1285, in der es der dänischen Krone zuerkannt wurde. Zu Süd-Schleswig gehörend, kam Hamdorf 1864 nach dem Zweiten Schleswigschen Krieg zu Preußen.

## Politik

### Gemeindevertretung
Bei der Kommunalwahl am 14. Mai 2023 wurden insgesamt 13 Sitze vergeben. Die Kommunale Wählergemeinschaft Hamdorf und die CDU erhielten je fünf Sitze und die SPD erhielt drei Sitze.

### Wappen
Blasonierung: „In Grün ein schräglinker silberner Wellenbalken, begleitet oben von einem fliegenden silbernen Reiher, unten von einer silbernen Urne.“
Der Wellenbalken symbolisiert die Nähe des Dorfes zur Eider, der Reiher steht die Brutkolonien dieser Vögel in der näheren Umgebung und die frühe Besiedelung wird durch die Urne symbolisiert.

### Sehenswürdigkeiten
siehe Liste der Kulturdenkmale in Hamdorf

## Wirtschaft und Infrastruktur
Die Gemeinde ist überwiegend landwirtschaftlich geprägt. Neben einer Gastwirtschaft, einer Tankstelle und einem Discounter gibt es eine Reihe kleinerer Gewerbe- und Handwerksbetriebe.
Hamdorf hat eine Grundschule sowie einen Kindergarten.
Auf der ortsquerenden B 203 verkehrt stündlich die Buslinie 2520, welche die Bahnhöfe von Heide und Rendsburg im Stundentakt miteinander verbindet; Richtung Wrohm bzw. Rendsburg besteht sogar teilweise ein Halbstundentakt.
Im westlichen Teil der Gemarkung verläuft zudem der Gieselau-Kanal, welcher Eider und Nord-Ostsee-Kanal miteinander verbindet.

## Jugendarbeit

### Pfadfinder
Wertvolle Jugendarbeit für Hamdorf und die umliegenden Gemeinden leistet der Verband Christlicher Pfadfinderinnen und Pfadfinder, VCP Hamdorf, Stamm Martje Flor.

### Jugendfeuerwehr
Die Kameraden werden nicht nur für den Brandschutz und die technische Hilfeleistung in ihrer Gemeinde ausgebildet, sondern unterstützen auch die kulturellen Veranstaltungen im Dorf, wie zum Beispiel das Maifeuer, der Laternenumzug oder der Weihnachtsmarkt.